# Saint-Alexandre (Québec)
Pour les articles homonymes, voir Saint-Alexandre.
Saint-Alexandre est une municipalité du Québec située dans la municipalité régionale de comté du Haut-Richelieu de la région administrative de la Montérégie.

## Toponymie
Le toponyme de Saint-Alexandre vise à commémorer le souvenir d'Alexandre d'Alexandrie, ancien évêque d'Alexandrie de 313 à 328 et auquel succéda Athanase.
Il y a parfois une confusion avec le nom de son bureau de poste « Saint-Alexandre-d'Iberville ».

## Histoire
- 1er juillet 1855 : Constitution de la municipalité de paroisse de Saint-Alexandre lors du premier découpage électorale du Québec.
- 1915 : La municipalité de village de Saint-Alexandre se détache de celle-ci.
- 17 septembre 1988 : Fusion entre la paroisse et le village de Saint-Alexandre pour former la municipalité de Saint-Alexandre.

## Géographie
L'autoroute de la Vallée-des-Forts (autoroute 35) traverse l'ouest de la municipalité.
La route 227 traverse aussi l'ouest vers le nord jusqu'au chemin de la Grande-Ligne.

## Démographie
| 1991  | 1996  | 2001  | 2006  | 2011  | 2016  | 2021  |
| ----- | ----- | ----- | ----- | ----- | ----- | ----- |
| 1 954 | 2 380 | 2 388 | 2 340 | 2 495 | 2 469 | 2 678 |

## Administration
- Maire : Yves Barrette
- Conseiller #1 : Julie Vadeboncoeur
- Conseiller #2 : Stéphane Vezina
- Conseiller #3 : Anne-Sylvie Forney
- Conseiller #4 : Florent Raymond
- Conseiller #5 : Marie-Eve Denicourt
- Conseiller #6 : Jean-Francois Berthiaume
Les élections municipales se font en bloc pour le maire et les six conseillers.
| Saint-Alexandre Maires depuis 2002                                                                                   |                          |                                             |          |
| Élection | Maire                    | Qualité                                     | Résultat |
| 2002 | Charlemagne Vaillancourt |                                             | Voir     |
| 2005 | André Bergeron           | Candidat à la mairie défait en 2013 et 2017 | Voir     |
| 2009 | André Bergeron           | Candidat à la mairie défait en 2013 et 2017 | Voir     |
| 2013 | Luc Mercier              |                                             | Voir     |
| 2017 | Luc Mercier              | Voir                                        |          |
| 2021 | Yves Barrette            |                                             | Voir     |
| Élection partielle en italique Depuis 2005, les élections sont simultanées dans toutes les municipalités québécoises |                          |                                             |          |